# Josef Toms
 Josef Toms  (26. ledna 1922 – 6. dubna 2016) byl československý basketbalista. Byl hráčem Uncas Praha, se kterým získal dva tituly mistra republiky a jedno druhé místa v ligové soutěži. V letech 1948 až 1952 hrál za Sokol Žižkov, s nímž v basketbalové lize získal třikrát bronzovou medaili (1948, 1950, 1951).
Československo reprezentoval na letních olympijských hrách 1948 v Londýně, kde s národním týmem skončil v olympijské basketbalové soutěži na 7. místě. S reprezentačním družstvem získal zlaté medaile v roce 1946 na evropském šampionátu v Ženevě a o rok později na šampionátu v Praze stříbrné medaile za umístění na druhém místě. Celkem odehrál za československou basketbalovou reprezentaci 35 zápasů v letech 1946-1952.,,
V roce 2004 byl uveden do Síně slávy českého basketbalu.

## Hráčská kariéra
klub
- 1944–1948 Uncas Praha (mistr 1944, 1945, 2. místo 1947), 1947-1948 Viktoria Žižkov, 1948-1952 Sokol Žižkov (3x 3. místo 1948, 1950, 1951), 1954-1957 Tesla Žižkov

reprezentace
- 35 utkání za Československo (1946–1952)

úspěchy
- mistr Evropy 1946, Ženeva (2 zápasy, 6 bodů), vicemistr Evropy 1947, Praha (4 zápasy, 10 bodů)
- Olympijské hry 1948 Londýn, 7. místo (2 zápasy, 14 bodů)